# Stoewer Greif Junior

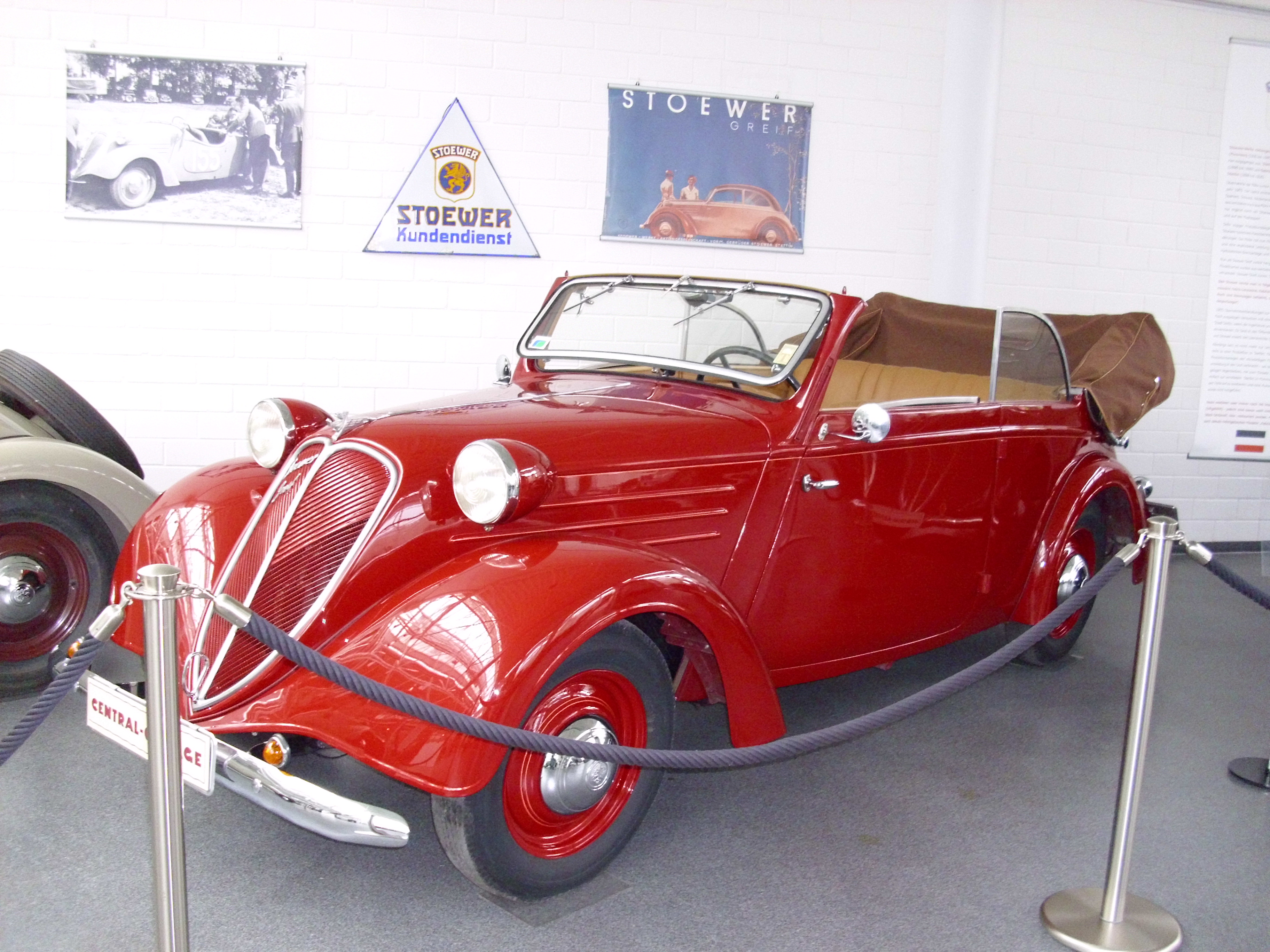
Cabriolet

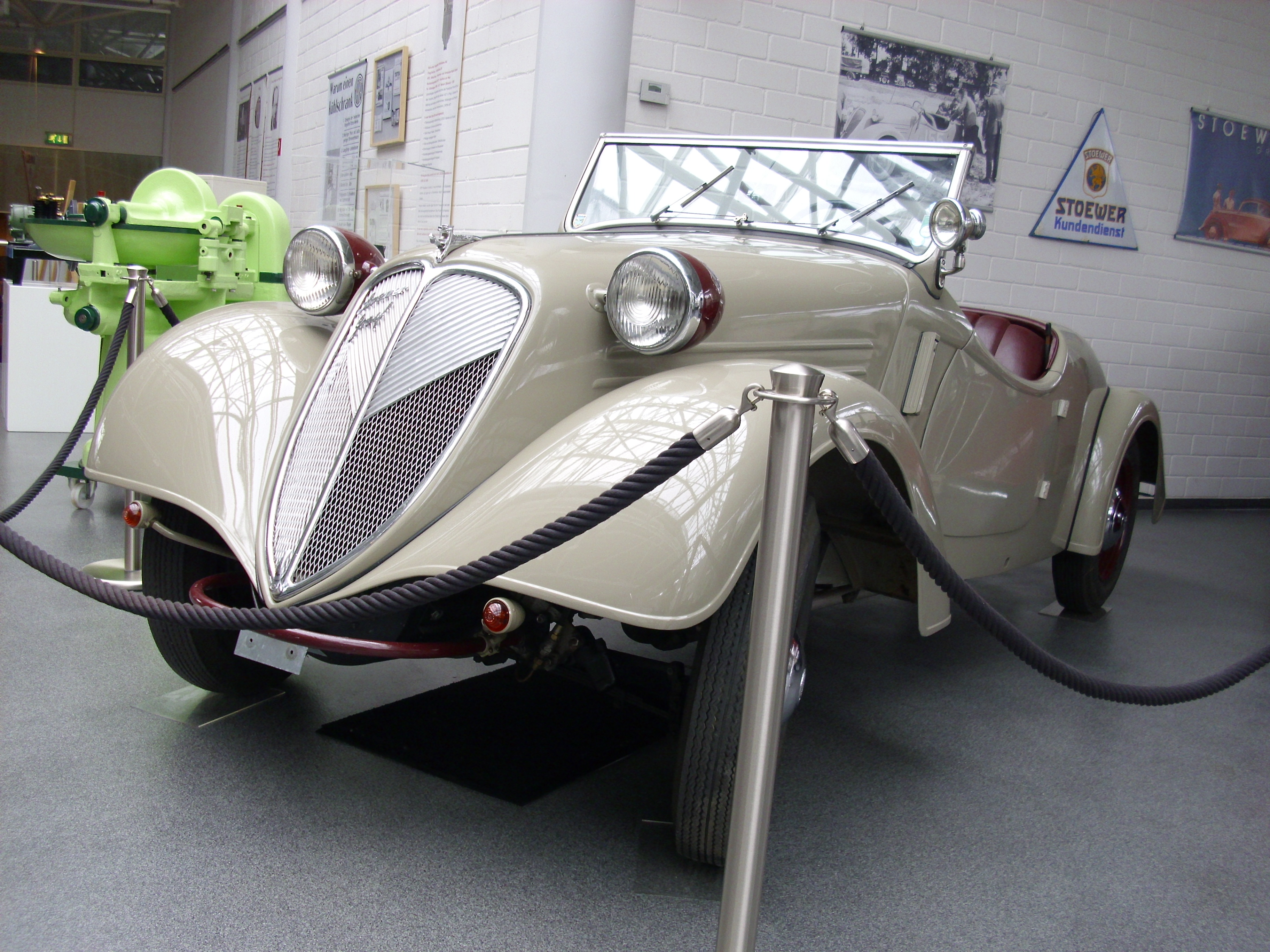
Geländesportwagen

Der Stoewer Greif Junior – benannt nach dem Stadtwappen des Herstellungsortes Stettin – ist ein Pkw der Mittelklasse, den die Automobilfirma Stoewer 1935 als Nachfolger des Typs R 180 herausbrachte. Durch den Konkurs der Neuen Röhr AG in Ober-Ramstadt ergab sich die Möglichkeit, Lizenz und Werkzeuge des Tatra 30 von dort zu übernehmen. So ersparte man sich, wie vorher schon die Neue Röhr AG, Kosten und Risiko einer eigenen Neuentwicklung.
Zunächst baute man den Röhr Junior unverändert weiter. Im Frühjahr 1936 erhielt das Modell nach Fertigung von ca. 900 Exemplaren jedoch eine vollkommen neue, elegantere Karosserie eigener Konstruktion.
Die Vorderräder hingen an einer achslosen Konstruktion mit zwei Querblattfedern. Die Hinterräder waren an einer Pendel-Schwingachse mit einer Querblattfeder befestigt. Das Fahrzeug hatte einen luftgekühlten Vierzylinder-OHV-Boxermotor vorne eingebaut, der über ein Vierganggetriebe die Hinterräder antrieb.
Bis 1939 wurden vom Greif Junior genau 4000 Exemplare gebaut.

## Technische Daten
| Typ                   | Greif Junior        |
| Bauzeitraum           | 1935–1939           |
| Aufbauten             | T2, L2, Cb2, R2     |
| Motor                 | 4 Zyl. Boxer 4 Takt |
| Ventile               | hängend (OHV)       |
| Bohrung × Hub         | 75 mm × 84 mm       |
| Hubraum               | 1484 cm³            |
| Leistung (PS)         | 34                  |
| Leistung (kW)         | 25                  |
| Verbrauch             | 11 l / 100 km       |
| Höchstgeschwindigkeit | 100 km/h            |
| Leergewicht           | 1035 kg             |
| Zul. Gesamtgewicht    | 1425 kg             |
| Elektrik              | 6 Volt              |
| Länge                 | 4380 mm             |
| Breite                | 1580 mm             |
| Höhe                  | 1580 mm             |
| Radstand              | 2660 mm             |
| Spur vorne / hinten   | 1250 mm / 1250 mm   |
| Wendekreis            | 12 m                |

- T2 = 2-türiger Tourenwagen
- L2 = 2-türige Limousine
- Cb2 = 2-türiges Cabriolet
- R2 = 2-türiger Roadster